# Bildstock Ledochowskastraße

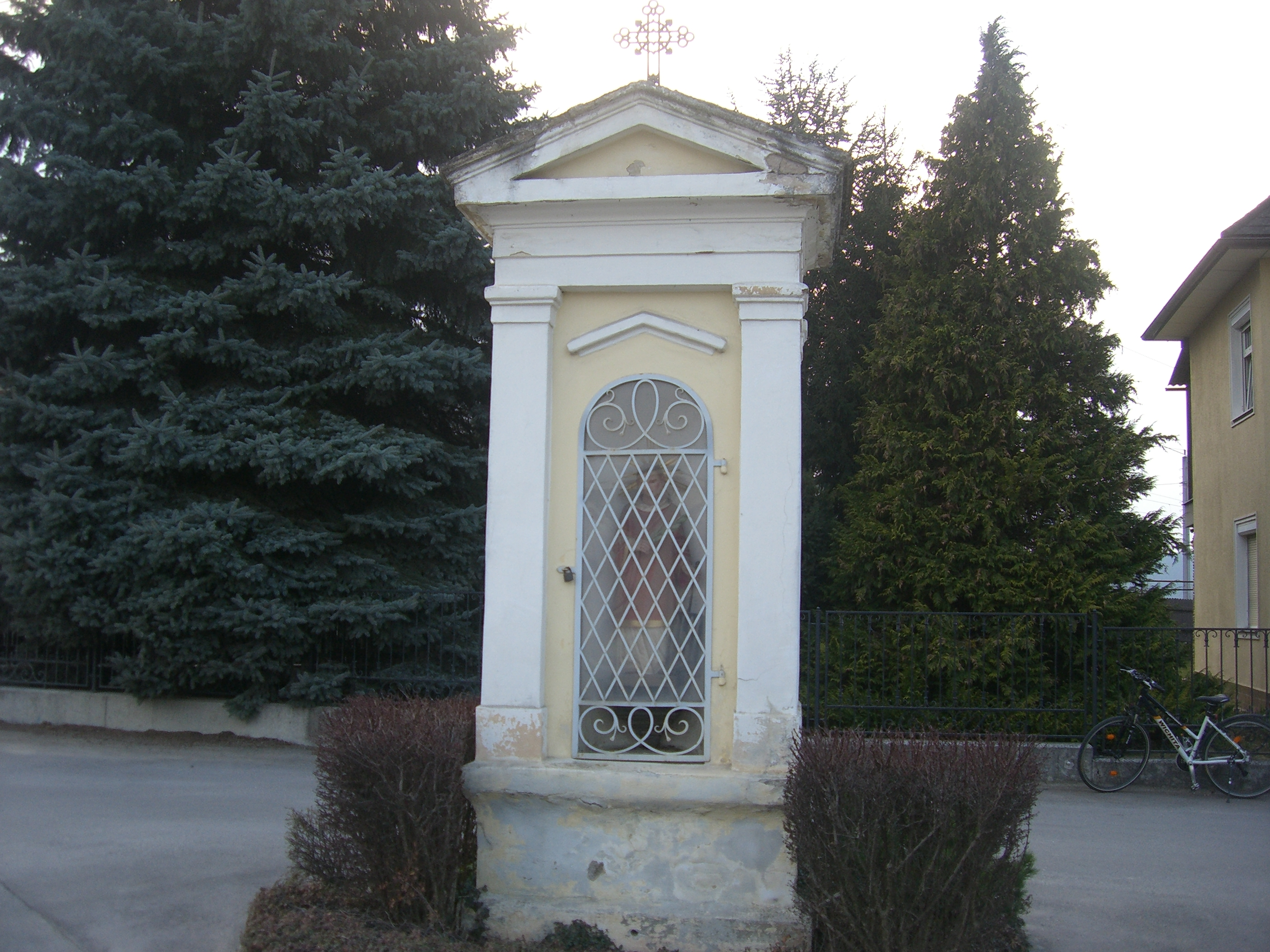
Bildstock in der Ledochowskastraße

Der Bildstock in der Ledochowskastraße ist ein Bildstock in der Ledochowskastraße in Loosdorf, Niederösterreich. Das Denkmal befindet sich auf einer Straßeninsel in der Mitte einer Kreuzung. Der Nischenbildstock mit Pilastern und einem Giebel stammt aus der Zeit um 1900, in seinem Inneren befindet sich eine Figur des heiligen Laurentius. Er steht unter Denkmalschutz.